# Baise Youjiang Airport
Baise Youjiang Airport (kinesiska: 百色右江机场) är en flygplats i Kina. Den ligger i den autonoma regionen Guangxi, i den södra delen av landet, omkring 170 kilometer nordväst om regionhuvudstaden Nanning.
Runt Baise Youjiang Airport är det ganska tätbefolkat, med 124 invånare per kvadratkilometer. Omgivningarna runt Baise Youjiang Airport är en mosaik av jordbruksmark och naturlig växtlighet.
Genomsnittlig årsnederbörd är 1 591 millimeter. Den regnigaste månaden är juni, med i genomsnitt 286 mm nederbörd, och den torraste är februari, med 26 mm nederbörd.